# Cyclocross-Weltmeisterschaften 1968
Die Cyclocross-Weltmeisterschaften 1968 wurden am 25. Februar in Luxemburg ausgetragen. Die Stadt organisierte die Meisterschaften zum dritten Mal. Im Gegensatz zu 1951 und 1956 war jedoch nicht der Baumbusch Schauplatz des Geschehens, sondern das Kirchberg-Plateau sowie die Hänge rund um das Fort Thüngen. Zehn nationale Verbände hatten Meldungen für die Rennen abgegeben. Es gewannen die Brüder Erik De Vlaeminck bei den Profis und Roger De Vlaeminck bei den Amateuren.

## Ergebnisse

### Profis
| Platz | Land       | Sportler          |
| ----- | ---------- | ----------------- |
| 1     | Belgien    | Erik De Vlaeminck |
| 2     | Schweiz    | Hermann Gretener  |
| 3     | Frankreich | Michel Pelchat    |

### Amateure
| Platz | Land        | Sportler           |
| ----- | ----------- | ------------------ |
| 1     | Belgien     | Roger De Vlaeminck |
| 2     | Schweiz     | Peter Frischknecht |
| 3     | Niederlande | Cock van der Hulst |